# 前屋瑠美
前屋 瑠美（まえや るみ、1986年5月3日-）は、日本のプロボウラー。JPBA第47期生。ライセンスNo.509（2014年交付）。宮崎県出身。六甲ボウル所属。

## 人物
第2回次世代P★リーガー発掘プロジェクトにトップのスコアで合格。他のメンバーには寺下智香・鶴井亜南・浦麻紗実・坂本詩緒里らがいる。Pリーグのキャッチフレーズは「不屈のリトルファイター」。
発掘プロジェクトの合格後に、日本プロボウリング協会のプロテストに合格してプロ入りを果たした。
Pリーグは第4シーズン（第52戦）でデビューし、デビュー戦で森彩奈江と古田翔子に勝ち、続く準決勝に姫路麗と大石奈緒に勝って連勝し、決勝戦に進出して第2位に入った。
2023年2月28日、ROUND1 GRAND CHAMPIONSHIP BOWLING 2023予選上尾会場にに於いて自身初の公認パーフェクトゲーム達成。

## プロ入り後の戦績

### 2014年
- ROUND1Cup Ladies 2014 15位

### 2015年
- 2015宮崎プロアマオープントーナメント 17位タイ
- プロボウリングレディース新人戦 14位
- ジャパンオープン 15位

## Pリーグでの成績
- 第52戦 準優勝